# آي بود ميني
آي بود ميني (بالإنجليزية: IPod Mini)‏ آي بود مينى المعروف أيضا باسم آي بود مينى هو عباره عن جهاز موسيقى محمول من أنتاج شركة أبل وتم الأعلان عنه في 6 يناير 2006 وتم أصداره في 20 فبراير من نفس السنة.